# قاي باوتشر
قاي باوتشر هو مغني كندي، ولد في 1943، وتوفي في 20 مارس 2012.